# Kayla Wells
Kayla Wells (ur. 13 lipca 1999 w Dallas) – amerykańska koszykarka występująca na pozycjach niskiej lub silnej skrzydłowej, od 2023 zawodniczka SKK Polonii Warszawa.
13 kwietnia 2022 podpisała kontrakt na czas obozu treningowego z Chicago Sky, zespół opuściła przed rozpoczęciem sezonu.

## Osiągnięcia
Stan na 11 marca 2024, na podstawie, o ile nie zaznaczono inaczej.

### NCAA
- Uczestniczka rozgrywek Sweet 16 turnieju NCAA (2018, 2019, 2021)
- Mistrzyni:
  - sezonu regularnego konferencji Southeastern (SEC – 2021)
  - turnieju Paradise Jam (2022)
- Zaliczona do I składu turnieju Paradise Jam (2022)

### Drużynowe
- Uczestniczka międzynarodowych rozgrywek EuroCup (2022/2023)

### Indywidualne
- Zaliczona do I składu kolejki OBLK (1 – 2023/2024)[5]

### Reprezentacja
- Uczestniczka rozgrywek FIBA 3x3:
  - Nations League Americas (2022)
  - Women’s Series (2023 – 15. miejsce z kadrą USA U–24)[6]